# Uvaria monticola
Uvaria monticola este o specie de plante angiosperme din genul Uvaria, familia Annonaceae, descrisă de Friedrich Anton Wilhelm Miquel. Conform Catalogue of Life specia Uvaria monticola nu are subspecii cunoscute.